# Joaquim Alvaro Pereira Leite

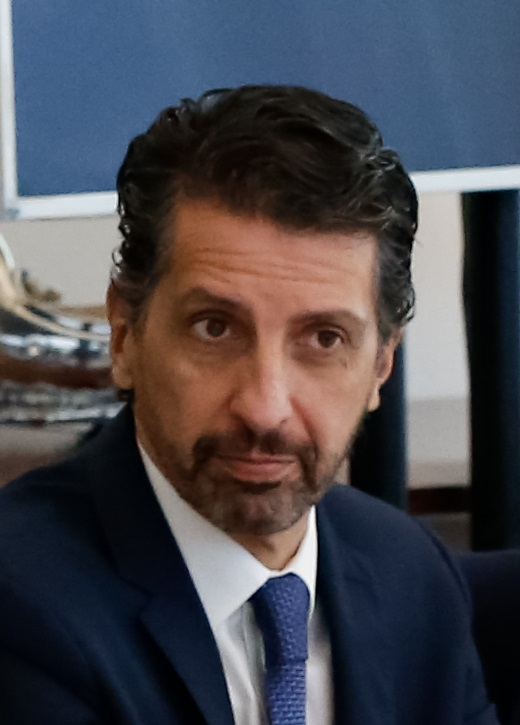
Joaquim Alvaro Pereira Leite, 2021

Joaquim Álvaro Pereira Leite (* 8. Juni 1975 in Palmeiras de Goiás) ist ein brasilianischer Politiker. Er war vom 23. Juni 2021 bis zum 31. Dezember 2022 Umweltminister Brasiliens im Kabinett Bolsonaro.
Leite löste den zurückgetretenen Umweltminister Ricardo de Aquino Salles ab.
Im Umweltministerium war er zuvor in dem Secretaria da Amazônia e Serviços Ambientais und dem Secretaria de Florestas e Desenvolvimento Sustentável tätig.

## Indigenes Gebiet Jaraguá
Pereira Leites Familie ist in einen Prozess gegen die Ureinwohner um das indigene Territoriums „Jaraguá“ in der Stadt São Paulo verwickelt. Dokumente weisen auf eine feste Präsenz der Guaraní seit Jahrzehnten hin.